# Beziehungen zwischen Argentinien und den Vereinigten Staaten
Die Beziehungen zwischen Argentinien und den Vereinigten Staaten begannen, als die Vereinigten Staaten am 27. Januar 1823 die Vereinigten Provinzen des Río de la Plata, den Vorläufer Argentiniens, formell anerkannt haben. Die bilateralen Beziehungen zwischen den beiden Staaten gestalteten sich danach weitgehend problemfrei, allerdings kam es auch gelegentlich zu Meinungsverschiedenheiten. Spannungen verursachten vorwiegend Fragen der Ideologie und der Wirtschaft. Einen Krieg zwischen beiden Ländern gab in der Geschichte bisher nie.
Im Jahr 1833 beschoss die US-Marine die Falklandinseln, die damals unter argentinischer Kontrolle standen, als Vergeltung für die Beschlagnahme amerikanischer Schiffe, die in argentinischen Gewässern fischten. Die argentinische Führung war enttäuscht, als die amerikanische Regierung sich weigerte, sich auf die Monroe-Doktrin zu berufen, als die Briten eine Kolonie auf den Falklandinseln errichteten oder während der anglo-französischen Blockade des Río de la Plata von 1845.
Die argentinische Verfassung von 1853 basiert zum Teil auf der amerikanischen Verfassung. Im selben Jahr wurde ein Handelsvertrag zwischen den beiden Nationen geschlossen. Nachdem Argentinien vorwiegend mit den Briten Handel getrieben hatte, wurden die Wirtschaftsbeziehungen gegen Ende des 19. Jahrhunderts intensiviert, als beide Länder gemeinsam zu den reichsten des amerikanischen Doppelkontinents gehörten.
Die Beziehungen verschlechterten sich, als Argentinien sich weigerte, den Alliierten im Ersten Weltkrieg beizutreten. In Argentinien lebten große britische und deutsche Bevölkerungsgruppen, und beide Länder hatten in großem Umfang in Argentinien investiert. Als wohlhabender und rohstoffreicher neutraler Staat weitete Argentinien jedoch während des Krieges den Handel mit den Vereinigten Staaten stark aus und exportierte Fleisch, Getreide und Wolle an die Alliierten, insbesondere an Großbritannien, wobei es großzügige Kredite gewährte und zum Nettogläubiger der Alliierten wurde – eine Politik, die als „wohlwollende Neutralität“ bekannt wurde. Ein großer Teil des während des Krieges in Großbritannien konsumierten Rindfleischs und Weizens kam aus Argentinien.
Nach dem japanischen Angriff auf Pearl Harbor bemühte sich die US-amerikanische Außenpolitik, ganz Lateinamerika in einer Koalition gegen Hitlerdeutschland zu vereinen, aber Argentinien weigerte sich erneut lange seine Neutralität aufzugeben, was zu US-amerikanischen Versuchen führte, das Land diplomatisch zu isolieren. Diese Politik wurde umgekehrt, als Argentinien im März 1945 als letzte lateinamerikanische Nation Deutschland den Krieg erklärte. Argentinien hatte vor dem Krieg eine gut organisierte pro-deutsche Bewegung beherbergt, die von der deutschen Botschaft aus kontrolliert worden war. Nach dem Ende des Krieges blieben die Beziehungen unter Juan Perón angespannt, da er faschistische Sympathien hegte, versuchte im Kalten Krieg neutral zu bleiben und weiterhin Nazi-Kriegsverbrecher beherbergte. Washington blockierte Gelder von internationalen Organisationen und schränkte Handels- und Investitionsmöglichkeiten ein.
Nach dem Putsch des argentinischen Militärs gegen Perón im Jahr 1955 verbesserten sich die Beziehungen deutlich. Mit der zeitweiligen Rückkehr Argentiniens zur Demokratie war Präsident Arturo Frondizi 1959 der erste argentinische Präsident, der die Vereinigten Staaten besuchte. Argentinien unterstützte die US-amerikanische Allianz für den Fortschritt, die US-amerikanische Invasion in der Dominikanischen Republik im Jahr 1965 und die Isolierung Kubas nach 1960. Nach einem Putsch 1976 unterstützen die USA die argentinische Militärdiktatur in ihrem schmutzigen Krieg (Guerra sucia) gegen die Opposition. Anfang April 1976 genehmigte der US-Kongress einen von Henry Kissinger verfassten und unterstützten Antrag der Ford-Administration, der Junta Hilfen in Höhe von 50 Millionen US-Dollar zu gewähren. Die USA lieferten auch Waffen an die Junta, um ein antikommunistisches Bollwerk zu errichten, was auch im Inneren auf Kritik stieß, weshalb der US-Kongress später die Waffenlieferungen untersagte.

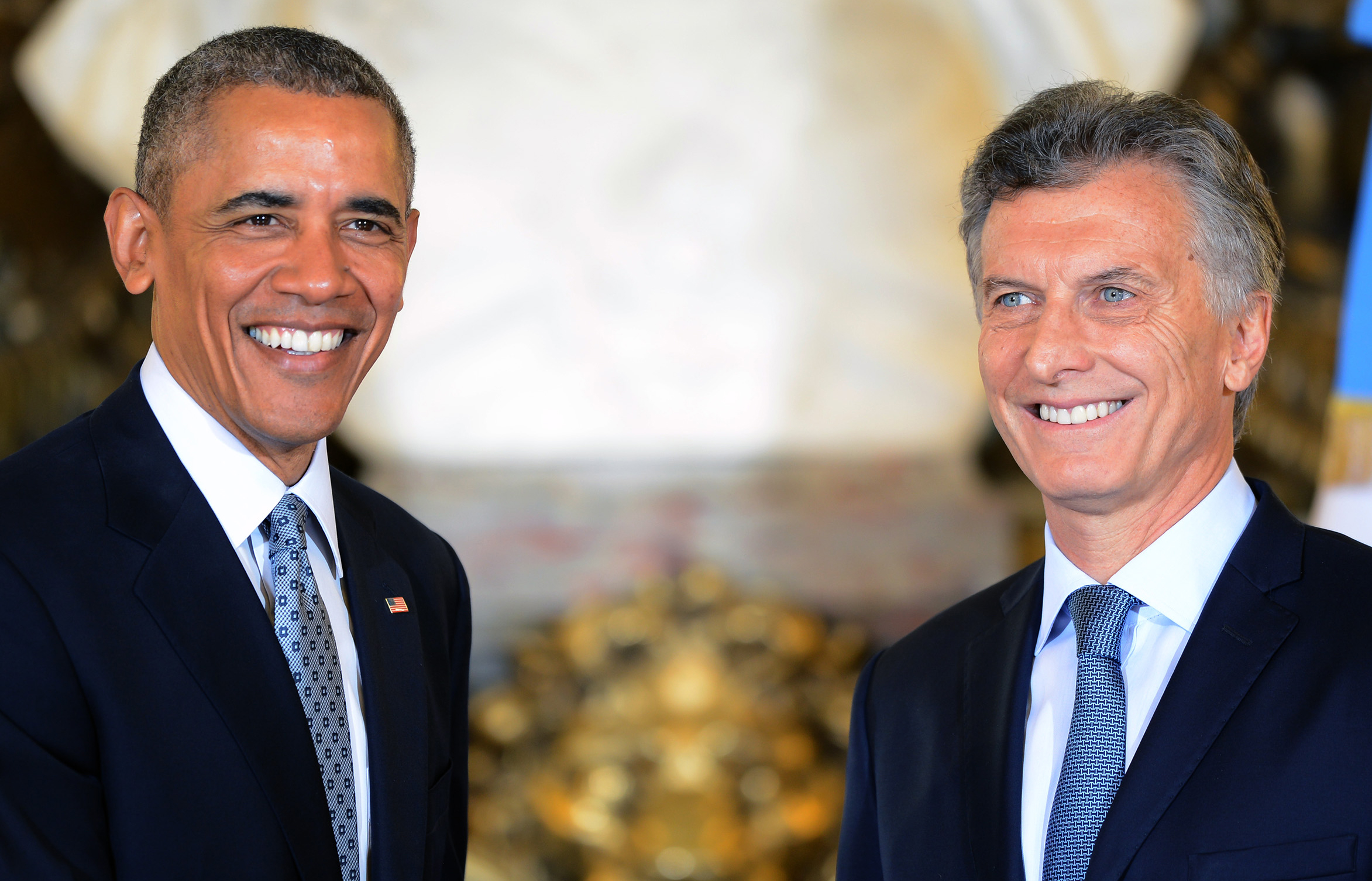
Barack Obama und Mauricio Macri (2016)

Die Beziehungen waren 1982 angespannt, nachdem die USA das Vereinigte Königreich gegen Argentinien im Falklandkrieg unterstützt hatten, verbesserten sich aber später wieder. Seit 1998 ist Argentinien ein Major non-NATO ally, was zum Teil auf die argentinische Unterstützung für die Vereinigten Staaten im ersten Golfkrieg zurückzuführen ist. Nach 2000 kam es zu Streitigkeiten um die Schuldzahlungen von Argentinien an US-Hedgefonds, welche im großen Stil argentinische Staatsanleihen aufgekauft hatten, die das Land später nicht zurückzahlen konnte.
Zwischen beiden Ländern bestehen enge Handelsbeziehungen und die USA sind nach China und Brasilien der drittwichtigste Handelspartner. 2020 lag das bilaterale Handelsvolumen bei 16 Milliarden US-Dollar. Zu den US-Exporten nach Argentinien gehören Maschinen, Kraftstoffe, Flugzeuge und Kunststoffe und zu den US-Importen aus Argentinien gehören Aluminium, Lebensmittel, Wein und Kraftstoffe. Die USA sind außerdem der größte ausländische Investor in Argentinien. Zwischen beiden Ländern bestehen enge Kooperationen im Bereich der Energiewirtschaft und der Raumfahrt.